# Райнхолд Меснер
Райнхолд Андреас Меснер (на немски: Reinhold Andreas Messner) е известен италиански алпинист, пътешественик и изследовател от Южен Тирол.
Меснер прави първото изкачване на връх Еверест без кислороден апарат, заедно с Петер Хабелер (май 1978 г.). Той е и първият човек, изкачил сам Еверест – при това за пръв път в чист алпийски стил, за пръв път в следмусонния сезон и, разбира се, без допълнителен кислород (август 1980 г.). Първият алпинист в света, изкачил всичките 14 осемхилядници (1970 – 1986), всички без допълнителен кислород, някои от тях по нови маршрути; на четири осемхилядници е бил по два пъти. Автор е на над 80 книги. Носител на наградата „Златен пикел“ за цялостен принос (Piolet d'or Carrière) – 2010 г., най-голямата международна награда за постижения в алпинизма.

## Биография
Роден е през 1944 г. в Бресаноне, но израства във Фунес – селце в алпийска долина в Южен Тирол (Северна Италия). Баща му Йозеф Меснер е учител и се е занимавал с алпинизъм, а майка му Мария Трой получила добро образование и всявала респект и спокойствие в семейството. Прави първото си изкачване на петгодишна възраст заедно с баща си. По-късно завършва техникум по земемерство и геодезия в Болцано. През 1969 г. вече е дипломиран архитект и преподава математика в местно училище.

### Алпинист
- 1970 – Нанга Парбат (8126 m), Рупалската стена (първо изкачване) и слизане по Диамирската стена (първи траверс на осемхилядник); брат му Гюнтер загива при слизането
- 1972 – Манаслу (8156 m), първо изкачване на Южната стена
- 1972 – Ношак (7492 m)
- 1973 – Монте Пелмо (3168 m), първо изкачване на Северозападната стена
- 1973 – Мармолада (3342 m), първо изкачване по Западното ребро
- 1974 – Аконкагуа (6960 m), първо изкачване по нов маршрут по Южната стена
- 1974 – Айгер (3970 m), изкачва Северната стена за 10 часа
- 1975 – Гашербрум I (Хидън пик) (8068 m), първо изкачване в алпийски стил на осемхилядник
- 1976 – Маккинли (6194 m), първо изкачване на „Стената на среднощното слънце“
- 1978 – Ухуру (5895 m)
- 1978 – Еверест (8848 m), първо изкачване без кислород
- 1979 – Нанга Парбат (8126 m), първо солово изкачване на осемхилядник
- 1979 – К2 (8611 m), първо изкачване в алпийски стил
- 1980 – Еверест (8848 m), първо солово изкачване, в алпийски стил, в следмусонния сезон.
- 1981 – Шишапангма (8013 m), първо изкачване по нов маршрут по Северната стена
- 1981 – Чамланг (7319 m)
- 1982 – Кангчендзьонга (8598 m), Гашербрум II (8035 m), Броуд пик (8047 m), първото изкачване на три осемхилядника за един сезон
- 1983 – Чо Ою (8201 m)
- 1984 – Гашербрум I и Гашербрум II, първи траверс на два осемхилядника
- 1985 – Анапурна (8078 m), първо изкачване по Северозападната стена
- 1985 – Дхаулагири (8167 m)
- 1986 – Макалу (8481 m)
- 1986 – Лхотце (8501 m)
- 1986 – Масив Винсън (4897 m)

### Пътешественик
- 1986 – прекосява Източен Тибет
- 1987 – преодолява пеша обширни области в Бутан и Памир
- 1988 – провежда самостоятелна експедиция в Тибет, в търсене на снежния човек Йети
- 1989 – стартира прекосяване на Антарктика (пеша и на ски), заедно с Арвед Фукс
- 1990 – заедно с Арвед Фукс прекосява Антарктика през Южния полюс (2800 км)
- 1991 – прекосява Бутан от изток на запад
- 1992 – прекосява пустинята Такла Макан от юг на север
- 1993 – заедно с брат си Хуберт прекосява Гренландия диагонално (около 2200 км)
- 1995 – заедно с брат си Хуберт прави неуспешен опит за прекосяване на Северния ледовит океан, от Сибир до Канада
- 1998 – пътешествия в Азия и Латинска Америка
- 1999 – пътешества в пустинята Тар в Индия

### Общественик
От юни 1999 до 2004 година Меснер е депутат в Европейския парламент от групата на „Зелените“ (Европейски свободен алианс в Европейския парламент). Като депутат участва в Комисията по Регионална политика, транспорт и туризъм и в Комисията по земеделие и развитие на селските райони, член е на Делегацията за връзки със страните от Южна Азия и на Южноазиатската асоциация за регионално сътрудничество.
Важна част от обществената дейност на Меснер е свързана с разработването на концепцията за група от няколко планински музея (Messner Mountain Museum). През юни 2002 е открит първият – Планинският музей на Меснер „Доломити“. Функционират 5 музея, всеки от които е посветен на различни аспекти на взаимоотношенията човек-планина.